# Векшинский, Сергей Аркадьевич
Сергей Аркадьевич Ве́кшинский (15 [27] октября 1896, Псков, Российская империя — 20 сентября 1974, Москва, СССР) — советский учёный в области электровакуумной техники.
Герой Социалистического Труда (1956). Лауреат Ленинской (1962) Сталинской премии первой степени (1946). Член ВКП(б) с 1940 года.

## Биография
Родился 15 (27 октября) 1896 года во Пскове. В конце 1902 года семья Векшинских переехала из Пскова в Вильно. С. Векшинский учился в реальном училище, где у него проявился серьёзный интерес к химии. В 1910 году Векшинские переезжают в Керчь на новое место службы отца. В период учёбы в Керченской Александровской гимназии С. А. Векшинский обратился к изучению электровакуумных приборов. В 1914 году, когда он окончил гимназию, семья переезжает в Петроград, где была возможность для дальнейшего обучения.
Учился в Петроградском и Донском политехнических институтах.
В 1922—1928 годах работал главным инженером ЛЭВЗ. В 1927—1934 годах принимал участие в составлении «Технической энциклопедии» в 26-и томах под редакцией Л. К. Мартенса, автор статей по тематике «радиотехника». В 1928—1936 годах заведовал вакуумной лабораторий, в 1936—1938 годах — главный инженер завода «Светлана». В октябре 1937 года был снят с должности главного инженера, переведён в конструкторы Отраслевой вакуумной лаборатории (Ленинград), репрессирован и с начала 1938 года до второй половины 1939 года находился в местах заключения.
В 1939—1941 годах — консультант завода «Светлана» в Ленинграде.
Июль 1943 — апрель 1944 — первый директор первого в СССР НИИ электровакуумной техники (НИИ-160), ныне НПП «Исток» (Фрязино, Московская область).
В 1941—1944 годах в Новосибирске разработал новый метод получения и исследования сплавов переменного состава в вакууме.
Член-корреспондент АН СССР с 1946, академик с 1953 года.
В 1947 — 1974 годах — директор НИИ вакуумной техники. Сделал ряд изобретений в области электроники и вакуумной техники. Активный участник создания приборов и установок по контролю вакуума в диффузионном и электромагнитном производствах получения высокообогащённого урана 235. За эти работы был удостоен Сталинской премии.

Могила Векшинского на Новодевичьем кладбище Москвы.

Скончался 20 сентября 1974 года. Похоронен в Москве на Новодевичьем кладбище (участок № 3).

## Награды и премии
- Золотая медаль имени А. С. Попова (1962) — за исключительные заслуги в развитии радиоэлектроники АН СССР
- три ордена Ленина
- орден Трудового Красного Знамени
- Сталинская премия первой степени (1946) — за научную работу «Новый метод металлографического исследования сплавов» (1944)[5]
- Ленинская премия (1962)

## История семьи
Векшинские жили на Порховской земле со времён царя Алексея Михайловича, были «вёрстаны поместьями» за службу в казачьем полку.
Дед учёного Николай Степанович с шестью сыновьями, родившимися в г. Порхове, перебрался незадолго до смерти в Псков. Его младший сын Аркадий Николаевич учился в Псковском Сергиевском реальном училище, затем с 1893 по 1902 годах (с небольшим перерывом) служил в канцелярии псковского губернатора. В Пскове семья Векшинских снимала квартиру по Сергиевской улице (ныне — Октябрьский проспект) в доме Гельдта. Здание было построено в 1890 году в качестве доходного дома с квартирами, сдаваемыми в наём, и магазинами на первом этаже.
В анкете, хранящейся в личном деле С. А. Векшинского в НИИ электровакуумной техники, он указал точное место рождения: «г. Псков, Сергиевская ул., д. Гельдта». Этот адрес подтверждается следующим объявлением, появившимся в газете «Псковский городской листок» 11 сентября 1896 года, то есть за месяц до рождения Сергея Аркадьевича: «Ищут опытную няню к новорождённому, обращаться Сергиевская ул., дом Гельдта, кв. Векшинских». Из двух домов на Сергиевской улице, принадлежавших богатейшему псковскому домовладельцу К. И. Гельдту, этот адрес относится к сохранившемуся дому № 22 по современному Октябрьскому проспекту, находящемуся на углу улицы Некрасовской. Другой, несохранившийся дом Гельдта по той же Сергиевской улице располагался на месте нынешнего Сквера псковских партизан, но в нём размещалась гостиница «Париж», имевшая более 20 меблированных комнат. Бабушка академика Елизавета Ивановна Векшинская продолжала жить в той же квартире; в списке жителей города Пскова, уплачивавших специальный квартирный налог за 1910 год, она указана, как владелица квартиры в доме Гельдта по Сергиевской улице, расположенном во 2-й полицейской части г. Пскова, что и соответствует сохранившемуся дому № 22 по Октябрьскому проспекту.
Несохранившийся дом Гельдта по Сергиевской улице входил в другую, 4-ю полицейскую часть г. Пскова и к тому же в нём не было квартир, подлежащих обложению квартирным налогом. Здание пострадало в годы Великой Отечественной войны, но стены — в хорошей сохранности. Восстановлено в 1946 году. При этом произведена значительная внутренняя перепланировка, увеличено общее количество квартир за счёт резкого уменьшения размеров бывших барских квартир. Вместо чердака также устроены новые квартиры, составившие дополнительный четвёртый этаж с окнами во двор. Позднее утрачены лепные атланты, поддерживавшие угловой эркер центрального (южного) угла здания, выходящего на перекрёсток улиц, — они заменены лепными кронштейнами.

## Труды
- Векшинский С. А. Новый метод металлографического исследования сплавов. — М. — Л., 1944.

## Память
- Имя академика С. А. Векшинского решением Советского правительства присвоено в 1976 году научно-исследовательскому институту, созданному и работавшему в течение 27 лет под его руководством.
- Улица Академика Векшинского в Москве в районе Котловка (названа в ноябре 2016 года).